# The Neville Brothers
The Neville Brothers (Не́вилл Бра́зерз) — американская музыкальная группа. Состоит из братьев Невиллов.
Музыкальный сайт AllMusic кратко характеризует группу Neville Brothers как «первую семью» Нового Орлеана, члены которой работали вместе бесчисленное множество раз, но объединились в музыкальную группу только в 1970-х годах. Стиль группы сайт называет «гладкой смесью R&B, джаза и блюза». Также AllMusic добавляет, что «на протяжении своих долгих карьер и в качестве сольных исполнителей, и в качестве членов группы, которая носила их фамилию, братья Невиллы гордо несли факел богатого ритм-н-блюзового наследства своего родного Нового Орлеана».
В 2005 году группа Neville Brothers была включена в Зал славы вокальных групп.

## Состав
- Арт Невилл[англ.] (англ. Art Neville)
- Чарльз Невилл (англ. Charles Neville)
- Аарон Невилл (англ. Aaron Neville)
- Сирил Невилл[англ.] (англ. Cyril Neville)
- Айван Невилл[англ.] (англ. Ivan Neville)

## Дискография
- См. статью «The Neville Brothers § Discography» в английском разделе.